# Lista över fornlämningar i Norrtälje kommun (Edebo)
Lista över fornlämningar i Norrtälje kommun (Edebo) är en förteckning av ett urval av de fornlämningar som finns i Edebo i Norrtälje kommun.
| Namn                        | Lämningstyp             | Tillkomsttid | Historisk indelning | Plats | Läge                 | ID-nr          | Bild                                 |
| --------------------------- | ----------------------- | ------------ | ------------------- | ----- | -------------------- | -------------- | ------------------------------------ |
| Edebo 15:1                  | Stensättning            |              | Edebo, Uppland      |       | 59.992992, 18.519895 | 10001300150001 | Ladda upp en bild av detta fornminne |
| Edebo 17:1                  | Fornborg                |              | Edebo, Uppland      |       | 60.004297, 18.489568 | 10001300170001 | Ladda upp en bild av detta fornminne |
| Edebo 20:1                  | Stensättning            |              | Edebo, Uppland      |       | 60.005775, 18.545214 | 10001300200001 | Ladda upp en bild av detta fornminne |
| Edebo 21:1                  | Röse                    |              | Edebo, Uppland      |       | 60.005850, 18.546427 | 10001300210001 | Ladda upp en bild av detta fornminne |
| Edebo 21:2                  | Stensättning            |              | Edebo, Uppland      |       | 60.005843, 18.546699 | 10001300210002 | Ladda upp en bild av detta fornminne |
| Edebo 22:1                  | Stensättning            |              | Edebo, Uppland      |       | 60.006103, 18.545417 | 10001300220001 | Ladda upp en bild av detta fornminne |
| Edebo 23:1                  | Stensättning            |              | Edebo, Uppland      |       | 60.005297, 18.547000 | 10001300230001 | Ladda upp en bild av detta fornminne |
| Edebo 23:2                  | Stensättning            |              | Edebo, Uppland      |       | 60.005187, 18.547232 | 10001300230002 | Ladda upp en bild av detta fornminne |
| Edebo 23:3                  | Stensättning            |              | Edebo, Uppland      |       | 60.005233, 18.547429 | 10001300230003 | Ladda upp en bild av detta fornminne |
| Edebo 23:4                  | Stensättning            |              | Edebo, Uppland      |       | 60.005202, 18.547603 | 10001300230004 | Ladda upp en bild av detta fornminne |
| Edebo 24:1                  | Stensättning            |              | Edebo, Uppland      |       | 60.004874, 18.547833 | 10001300240001 | Ladda upp en bild av detta fornminne |
| Edebo 24:2                  | Stensättning            |              | Edebo, Uppland      |       | 60.004973, 18.548109 | 10001300240002 | Ladda upp en bild av detta fornminne |
| Edebo 25:1                  | Stensättning            |              | Edebo, Uppland      |       | 60.003381, 18.551123 | 10001300250001 | Ladda upp en bild av detta fornminne |
| Edebo 26:2                  | Stensättning            |              | Edebo, Uppland      |       | 60.007078, 18.544856 | 10001300260002 | Ladda upp en bild av detta fornminne |
| Edebo 27:1                  | Gravfält                |              | Edebo, Uppland      |       | 60.006800, 18.544096 | 10001300270001 | Ladda upp en bild av detta fornminne |
| Edebo 28:1                  | Stensättning            |              | Edebo, Uppland      |       | 60.006354, 18.543657 | 10001300280001 | Ladda upp en bild av detta fornminne |
| Edebo 29:2                  | Stensättning            |              | Edebo, Uppland      |       | 60.006057, 18.544413 | 10001300290002 | Ladda upp en bild av detta fornminne |
| Edebo 29:3                  | Stensättning            |              | Edebo, Uppland      |       | 60.005776, 18.544275 | 10001300290003 | Ladda upp en bild av detta fornminne |
| Edebo 29:4                  | Stensättning            |              | Edebo, Uppland      |       | 60.005911, 18.543808 | 10001300290004 | Ladda upp en bild av detta fornminne |
| Edebo 30:1                  | Stensättning            |              | Edebo, Uppland      |       | 60.006058, 18.541858 | 10001300300001 | Ladda upp en bild av detta fornminne |
| Edebo 30:2                  | Stensättning            |              | Edebo, Uppland      |       | 60.005929, 18.542153 | 10001300300002 | Ladda upp en bild av detta fornminne |
| Edebo 31:1                  | Gravfält                |              | Edebo, Uppland      |       | 60.006514, 18.541639 | 10001300310001 | Ladda upp en bild av detta fornminne |
| Edebo 32:1                  | Stensättning            |              | Edebo, Uppland      |       | 60.006820, 18.539963 | 10001300320001 | Ladda upp en bild av detta fornminne |
| Edebo 32:2                  | Stensättning            |              | Edebo, Uppland      |       | 60.006718, 18.540346 | 10001300320002 | Ladda upp en bild av detta fornminne |
| Edebo 32:3                  | Stensättning            |              | Edebo, Uppland      |       | 60.006911, 18.539865 | 10001300320003 | Ladda upp en bild av detta fornminne |
| Edebo 32:4                  | Stensättning            |              | Edebo, Uppland      |       | 60.006668, 18.539830 | 10001300320004 | Ladda upp en bild av detta fornminne |
| Edebo 33:1                  | Gravfält                |              | Edebo, Uppland      |       | 60.006420, 18.540425 | 10001300330001 | Ladda upp en bild av detta fornminne |
| Edebo 34:1                  | Stensättning            |              | Edebo, Uppland      |       | 60.007246, 18.542886 | 10001300340001 | Ladda upp en bild av detta fornminne |
| Edebo 36:1                  | Stensättning            |              | Edebo, Uppland      |       | 60.007600, 18.543797 | 10001300360001 | Ladda upp en bild av detta fornminne |
| Edebo 37:1                  | Stensättning            |              | Edebo, Uppland      |       | 60.007232, 18.540512 | 10001300370001 | Ladda upp en bild av detta fornminne |
| Edebo 37:2                  | Stensättning            |              | Edebo, Uppland      |       | 60.007415, 18.540497 | 10001300370002 | Ladda upp en bild av detta fornminne |
| Edebo 38:1                  | Stensättning            |              | Edebo, Uppland      |       | 60.007511, 18.539471 | 10001300380001 | Ladda upp en bild av detta fornminne |
| Edebo 38:2                  | Stensättning            |              | Edebo, Uppland      |       | 60.007716, 18.539852 | 10001300380002 | Ladda upp en bild av detta fornminne |
| Edebo 39:1                  | Stensättning            |              | Edebo, Uppland      |       | 60.006664, 18.538629 | 10001300390001 | Ladda upp en bild av detta fornminne |
| Edebo 39:2                  | Stensättning            |              | Edebo, Uppland      |       | 60.006728, 18.538791 | 10001300390002 | Ladda upp en bild av detta fornminne |
| Edebo 39:4                  | Stensättning            |              | Edebo, Uppland      |       | 60.006487, 18.538333 | 10001300390004 | Ladda upp en bild av detta fornminne |
| Edebo 40:1                  | Grav- och boplatsområde |              | Edebo, Uppland      |       | 60.006694, 18.536472 | 10001300400001 | Ladda upp en bild av detta fornminne |
| Edebo 41:1                  | Stensättning            |              | Edebo, Uppland      |       | 60.007008, 18.537277 | 10001300410001 | Ladda upp en bild av detta fornminne |
| Edebo 41:2                  | Stensättning            |              | Edebo, Uppland      |       | 60.006983, 18.537411 | 10001300410002 | Ladda upp en bild av detta fornminne |
| Edebo 42:1                  | Stensättning            |              | Edebo, Uppland      |       | 60.007445, 18.536950 | 10001300420001 | Ladda upp en bild av detta fornminne |
| Edebo 42:2                  | Stensättning            |              | Edebo, Uppland      |       | 60.007580, 18.537071 | 10001300420002 | Ladda upp en bild av detta fornminne |
| Edebo 42:3                  | Röse                    |              | Edebo, Uppland      |       | 60.007862, 18.536765 | 10001300420003 | Ladda upp en bild av detta fornminne |
| Edebo 43:1                  | Röse                    |              | Edebo, Uppland      |       | 60.008092, 18.537438 | 10001300430001 | Ladda upp en bild av detta fornminne |
| Edebo 44:1                  | Stensättning            |              | Edebo, Uppland      |       | 60.008471, 18.538913 | 10001300440001 | Ladda upp en bild av detta fornminne |
| Edebo 46:1                  | Stensättning            |              | Edebo, Uppland      |       | 60.008786, 18.535702 | 10001300460001 | Ladda upp en bild av detta fornminne |
| Edebo 47:1                  | Stensättning            |              | Edebo, Uppland      |       | 60.008276, 18.535931 | 10001300470001 | Ladda upp en bild av detta fornminne |
| Edebo 47:2                  | Stensättning            |              | Edebo, Uppland      |       | 60.008172, 18.536619 | 10001300470002 | Ladda upp en bild av detta fornminne |
| Edebo 48:2                  | Stensättning            |              | Edebo, Uppland      |       | 60.007271, 18.534987 | 10001300480002 | Ladda upp en bild av detta fornminne |
| Edebo 48:3                  | Stensättning            |              | Edebo, Uppland      |       | 60.007266, 18.534833 | 10001300480003 | Ladda upp en bild av detta fornminne |
| Edebo 48:4                  | Stensättning            |              | Edebo, Uppland      |       | 60.007203, 18.535180 | 10001300480004 | Ladda upp en bild av detta fornminne |
| Edebo 49:1                  | Stensättning            |              | Edebo, Uppland      |       | 60.006457, 18.532792 | 10001300490001 | Ladda upp en bild av detta fornminne |
| Edebo 50:1                  | Stensättning            |              | Edebo, Uppland      |       | 60.007577, 18.531647 | 10001300500001 | Ladda upp en bild av detta fornminne |
| Edebo 50:2                  | Stensättning            |              | Edebo, Uppland      |       | 60.007354, 18.531588 | 10001300500002 | Ladda upp en bild av detta fornminne |
| Edebo 51:1                  | Stensättning            |              | Edebo, Uppland      |       | 60.006433, 18.530554 | 10001300510001 | Ladda upp en bild av detta fornminne |
| Edebo 51:2                  | Stensättning            |              | Edebo, Uppland      |       | 60.006422, 18.531134 | 10001300510002 | Ladda upp en bild av detta fornminne |
| Edebo 52:1                  | Stensättning            |              | Edebo, Uppland      |       | 60.007910, 18.527821 | 10001300520001 | Ladda upp en bild av detta fornminne |
| Edebo 53:1                  | Stensättning            |              | Edebo, Uppland      |       | 60.004478, 18.536894 | 10001300530001 | Ladda upp en bild av detta fornminne |
| Edebo 54:1                  | Gravfält                |              | Edebo, Uppland      |       | 60.003256, 18.534910 | 10001300540001 | Ladda upp en bild av detta fornminne |
| Edebo 55:1                  | Stensättning            |              | Edebo, Uppland      |       | 60.004511, 18.538731 | 10001300550001 | Ladda upp en bild av detta fornminne |
| Rikedomsbacken (Edebo 56:1) | Gravfält                |              | Edebo, Uppland      |       | 59.979708, 18.590041 | 10001300560001 | Ladda upp en bild av detta fornminne |
| Edebo 61:1                  | Gravfält                |              | Edebo, Uppland      |       | 59.987756, 18.581391 | 10001300610001 | Ladda upp en bild av detta fornminne |
| Edebo 63:1                  | Gravfält                |              | Edebo, Uppland      |       | 59.992485, 18.598408 | 10001300630001 | Ladda upp en bild av detta fornminne |
| Edebo 64:1                  | Gravfält                |              | Edebo, Uppland      |       | 60.000818, 18.599062 | 10001300640001 | Ladda upp en bild av detta fornminne |
| Edebo 66:1                  | Gravfält                |              | Edebo, Uppland      |       | 60.006737, 18.599191 | 10001300660001 | Ladda upp en bild av detta fornminne |
| Edebo 68:1                  | Gravfält                |              | Edebo, Uppland      |       | 59.989287, 18.572252 | 10001300680001 | Ladda upp en bild av detta fornminne |
| Edebo 69:1                  | Hög                     |              | Edebo, Uppland      |       | 59.990078, 18.572000 | 10001300690001 | Ladda upp en bild av detta fornminne |
| Edebo 70:1                  | Stensättning            |              | Edebo, Uppland      |       | 59.989101, 18.564867 | 10001300700001 | Ladda upp en bild av detta fornminne |
| Edebo 73:1                  | Gravfält                |              | Edebo, Uppland      |       | 60.007724, 18.572504 | 10001300730001 | Ladda upp en bild av detta fornminne |
| Edebo 75:1                  | Gravfält                |              | Edebo, Uppland      |       | 60.010628, 18.577155 | 10001300750001 | Ladda upp en bild av detta fornminne |
| Edebo 76:1                  | Stensättning            |              | Edebo, Uppland      |       | 60.010038, 18.585951 | 10001300760001 | Ladda upp en bild av detta fornminne |
| Edebo 78:1                  | Stensättning            |              | Edebo, Uppland      |       | 60.012548, 18.604689 | 10001300780001 | Ladda upp en bild av detta fornminne |
| Edebo 80:1                  | Gravfält                |              | Edebo, Uppland      |       | 60.022083, 18.590043 | 10001300800001 | Ladda upp en bild av detta fornminne |
| Edebo 83:1                  | Gravfält                |              | Edebo, Uppland      |       | 60.022590, 18.596574 | 10001300830001 | Ladda upp en bild av detta fornminne |
| Edebo 84:1                  | Hög                     |              | Edebo, Uppland      |       | 60.020263, 18.596484 | 10001300840001 | Ladda upp en bild av detta fornminne |
| Edebo 86:1                  | Stensättning            |              | Edebo, Uppland      |       | 60.023181, 18.598973 | 10001300860001 | Ladda upp en bild av detta fornminne |
| Edebo 87:1                  | Gravfält                |              | Edebo, Uppland      |       | 60.020191, 18.600327 | 10001300870001 | Ladda upp en bild av detta fornminne |
| Edebo 88:1                  | Gravfält                |              | Edebo, Uppland      |       | 60.026282, 18.585115 | 10001300880001 | Ladda upp en bild av detta fornminne |
| Edebo 89:1                  | Gravfält                |              | Edebo, Uppland      |       | 60.025052, 18.601242 | 10001300890001 | Ladda upp en bild av detta fornminne |
| Edebo 90:1                  | Hög                     |              | Edebo, Uppland      |       | 60.008989, 18.566496 | 10001300900001 | Ladda upp en bild av detta fornminne |
| Edebo 90:2                  | Stensättning            |              | Edebo, Uppland      |       | 60.009058, 18.566444 | 10001300900002 | Ladda upp en bild av detta fornminne |
| Edebo 91:1                  | Stensättning            |              | Edebo, Uppland      |       | 60.009251, 18.565688 | 10001300910001 | Ladda upp en bild av detta fornminne |
| Edebo 91:2                  | Stensättning            |              | Edebo, Uppland      |       | 60.009239, 18.565887 | 10001300910002 | Ladda upp en bild av detta fornminne |
| Trekvin (Edebo 96:1)        | Gravfält                |              | Edebo, Uppland      |       | 60.019307, 18.577179 | 10001300960001 | Ladda upp en bild av detta fornminne |
| Edebo 97:1                  | Gravfält                |              | Edebo, Uppland      |       | 60.021932, 18.566156 | 10001300970001 | Ladda upp en bild av detta fornminne |
| Edebo 98:1                  | Hög                     |              | Edebo, Uppland      |       | 60.029647, 18.567542 | 10001300980001 | Ladda upp en bild av detta fornminne |
| Edebo 100:1                 | Gravfält                |              | Edebo, Uppland      |       | 60.022588, 18.561996 | 10001301000001 | Ladda upp en bild av detta fornminne |
| Edebo 101:1                 | Stensättning            |              | Edebo, Uppland      |       | 60.137636, 18.514253 | 10001301010001 | Ladda upp en bild av detta fornminne |
| Edebo 101:2                 | Stensättning            |              | Edebo, Uppland      |       | 60.137621, 18.514421 | 10001301010002 | Ladda upp en bild av detta fornminne |
| Edebo 103:1                 | Gravfält                |              | Edebo, Uppland      |       | 60.136417, 18.530337 | 10001301030001 | Ladda upp en bild av detta fornminne |
| Edebo 105:1                 | Gravfält                |              | Edebo, Uppland      |       | 60.103829, 18.559875 | 10001301050001 | Ladda upp en bild av detta fornminne |
| Edebo 109:1                 | Stensättning            |              | Edebo, Uppland      |       | 60.104077, 18.560027 | 10001301090001 | Ladda upp en bild av detta fornminne |
| Edebo 111:1                 | Gravfält                |              | Edebo, Uppland      |       | 60.106405, 18.521424 | 10001301110001 | Ladda upp en bild av detta fornminne |
| Edebo 113:1                 | Gravfält                |              | Edebo, Uppland      |       | 60.079993, 18.577200 | 10001301130001 | Ladda upp en bild av detta fornminne |
| Edebo 124:1                 | Stensättning            |              | Edebo, Uppland      |       | 60.088580, 18.515676 | 10001301240001 | Ladda upp en bild av detta fornminne |
| Edebo 125:1                 | Gravfält                |              | Edebo, Uppland      |       | 60.083109, 18.512879 | 10001301250001 | Ladda upp en bild av detta fornminne |
| Edebo 126:1                 | Gravfält                |              | Edebo, Uppland      |       | 60.083107, 18.503113 | 10001301260001 | Ladda upp en bild av detta fornminne |
| Edebo 131:1                 | Stensättning            |              | Edebo, Uppland      |       | 60.086165, 18.513870 | 10001301310001 | Ladda upp en bild av detta fornminne |
| Edebo 134:1                 | Gravfält                |              | Edebo, Uppland      |       | 60.083228, 18.501803 | 10001301340001 | Ladda upp en bild av detta fornminne |
| Edebo 136:1                 | Hällristning            |              | Edebo, Uppland      |       | 60.085028, 18.503115 | 10001301360001 | Ladda upp en bild av detta fornminne |
| Edebo 140:1                 | Stensättning            |              | Edebo, Uppland      |       | 60.144648, 18.523246 | 10001301400001 | Ladda upp en bild av detta fornminne |
| Edebo 142:1                 | Stensättning            |              | Edebo, Uppland      |       | 60.151750, 18.517052 | 10001301420001 | Ladda upp en bild av detta fornminne |
| Edebo 143:1                 | Stensättning            |              | Edebo, Uppland      |       | 60.041817, 18.559247 | 10001301430001 | Ladda upp en bild av detta fornminne |
| Edebo 144:1                 | Gravfält                |              | Edebo, Uppland      |       | 60.041166, 18.556955 | 10001301440001 | Ladda upp en bild av detta fornminne |
| Edebo 145:1                 | Gravfält                |              | Edebo, Uppland      |       | 60.038725, 18.560287 | 10001301450001 | Ladda upp en bild av detta fornminne |
| Edebo 146:1                 | Stensättning            |              | Edebo, Uppland      |       | 60.031266, 18.566362 | 10001301460001 | Ladda upp en bild av detta fornminne |
| Edebo 147:1                 | Stensättning            |              | Edebo, Uppland      |       | 60.040530, 18.559085 | 10001301470001 | Ladda upp en bild av detta fornminne |
| Edebo 148:1                 | Gravfält                |              | Edebo, Uppland      |       | 60.035550, 18.588524 | 10001301480001 | Ladda upp en bild av detta fornminne |
| Edebo 162:1                 | Stensättning            |              | Edebo, Uppland      |       | 60.029173, 18.567926 | 10001301620001 | Ladda upp en bild av detta fornminne |
| Edebo 162:2                 | Stensättning            |              | Edebo, Uppland      |       | 60.029186, 18.568089 | 10001301620002 | Ladda upp en bild av detta fornminne |
| Edebo 162:3                 | Stensättning            |              | Edebo, Uppland      |       | 60.029090, 18.568031 | 10001301620003 | Ladda upp en bild av detta fornminne |